# Leopold Emmel

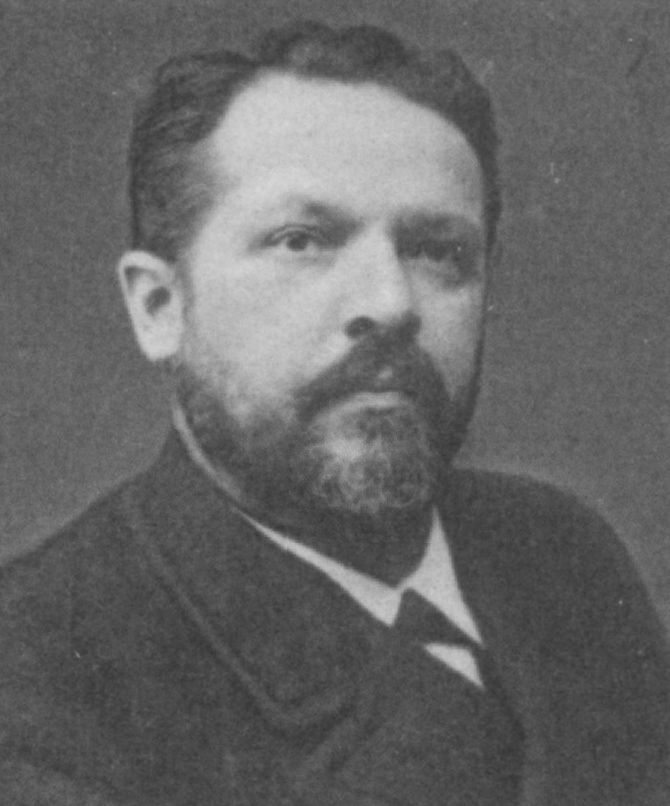
Leopold Emmel als Reichstagsabgeordneter 1912

Leopold Emmel (* 25. März 1863 in Hentern; † 13. November 1919 in Jena) war ein deutscher Politiker (SPD Elsaß-Lothringen).

## Leben
Emmels Vater war preußischer Hegemeister. Er besuchte 1869 bis 1877 die Volksschule in Zerf und Karden und absolvierte danach eine Lehre als Bauschlosser in Trier von 1877 bis 1881. Dem schloss sich eine kurze Wanderzeit durch Mitteleuropa an. Seinen Militärdienst leitete er von 1881 bis 1884 in Wilhelmshaven bei der Kaiserlichen Marine ab und war danach bis 1891 Schlossergehilfe in Frankfurt am Main. Bedingt durch seine Mitgliedschaft in der SPD ab 1887 verlagerte er seine Tätigkeit auf die politische Agitation. 1889 war er Mitbegründer der Volksstimme und 1890 Mitbegründer und Vorsitzender des Sozialdemokratischen Vereins. Von 1891 bis 1894 war er Mitarbeiter der Zeitung Der Bote an der Saar. 1894 bis 1900 war er Kaufmann in Saargemünd und Vorsitzender der Ortsvereins der SPD. 1900 siedelte er als Kaufmann nach Mülhausen im Elsass um. Dort war er von 1902 bis zu seiner Ausweisung 1918 hauptamtlicher Geschäftsführer der Mülhausener Volkszeitung. In Apolda war er 1919 kurzzeitig Geschäftsführer der Apoldaer Volkszeitung.
1914 war er Leiter der SPD-Wahlkreisorganisation und der Kontrollkommission der SPD-Landesorganisation in Elsaß-Lothringen. 1902 bis 1908 und 1911 bis 1918 war er Gemeinderat in Mülhausen. 1906 bis 1918 war er Bezirksrat für das Oberelsass. Dem Landesausschuss für Elsaß-Lothringen gehörte er von 1902 bis 1906 an.
Er war seit der Landtagswahl 1911 bis 1918 für den Wahlkreis Mülhausen Mitglied der Zweiten Kammer des Landtags des Reichslandes Elsaß-Lothringen für die SPD.
Von 1907 bis 1918 war er Reichstagsmitglied für den Wahlkreis Elsaß-Lothringen 2 (Mülhausen im Elsass).
Emmel starb am 13. November 1919 infolge einer Gallensteinoperation.